# Clásico del fútbol belga
El Clásico del fútbol belga es el nombre que recibe el partido de fútbol y la rivalidad entre los equipos del Standard de Liège y el RSC Anderlecht, dos de los clubes más importantes de Bélgica.

## Historia
El RSC Anderlecht es el equipo más laureado del fútbol belga con mucha distancia respecto a sus perseguidores. Es el club con más campeonatos de liga y el único —junto a la sorpresa que protagonizó el Malinas en 1987— con títulos europeos en sus vitrinas. El Standard de Liège, por su parte, es uno de los grandes equipos belgas con diez ligas, nueve menos que el segundo más exitoso, el Club Brugge KV.
El primer partido oficial entre ambos equipos fue disputado el 19 de octubre de 1919 en Lieja y terminó en empate (2-2). El segundo encuentro tuvo lugar el 4 de enero de 1920 en Bruselas y el Standard ganó el partido por 0-1. Pese a ser fundados ambos equipos a finales del siglo XIX (Standard) y principios del XX (Anderlecht), lo cierto es que no ganaron sus primeros campeonatos de liga alrededor de 50 años después (1947 el Anderlecht y 1958 el Standard).
El origen de la rivalidad, como sucede en otros casos, suele ser tanto deportivo como influido por otros factores como los geográficos, históricos o políticos. La ciudad de Lieja se encuentra en la región de Valonia, tradicionalmente francófona. Es la segunda ciudad valona más importante tras Charleroi, pero el equipo de la ciudad, el Sporting Charleroi, no supuso nunca oposición para el Anderlecht, y la capital de Valonia, Namur, ni siquiera cuenta con un equipo importante en el sistema de ligas belga. El RSC Anderlecht tiene su sede en el municipio de Anderlecht, en la Región de Bruselas-Capital, tradicionalmente ligado a la comunidad flamenca de Bélgica. Bruselas, históricamente, ha sido una ciudad de fuerte presencia neerlandesa, aunque esto ha ido cambiando progresivamente en favor de los francófonos.
Otro rasgo distintivo de esta rivalidad es el origen proletario e industrial de la ciudad de Lieja, mientras que Bruselas es considerada una metrópoli burguesa y centro económico europeo.

## Estadísticas
Los siguientes datos muestran el balance victorias, empates y derrotas desde 1919 en partidos oficiales:
Actualizado a 10 de diciembre de 2023.
|                             | Partidos | Victoiras Anderlecht | Empates | Victoiras Standard | Goles Anderlecht | Goles Standard |
| --------------------------- | -------- | -------------------- | ------- | ------------------ | ---------------- | -------------- |
| Jupiler Pro League          | 202      | 85                   | 58      | 59                 | 320              | 280            |
| Copa de Bélgica             | 15       | 7                    | 3       | 5                  | 16               | 11             |
| Copa de la Liga de Bélgica  | 4        | 2                    | 1       | 1                  | 5                | 4              |
| Supercopa de Bélgica        | 3        | 1                    | 1       | 1                  | 4                | 3              |
| Segunda División de Bélgica | 4        | 1                    | 1       | 2                  | 3                | 5              |
| Total                       | 228      | 96                   | 64      | 68                 | 348              | 303            |

### Palmarés
| Competición                 | Standard de Liège | RSC Anderlecht |
| --------------------------- | ----------------- | -------------- |
| Jupiler Pro League          | 10                | 34             |
| Segunda División de Bélgica | 2                 | 2              |
| Copa de Bélgica             | 8                 | 9              |
| Copa de la Liga de Bélgica  | 1                 | 3              |
| Supercopa de Bélgica        | 4                 | 13             |
| Total                       | 25                | 61             |

## Jugadores
A continuación se muestran los listados de jugadores que han militado en ambos equipos:
| Nom                            | RSCA      | RSCA | RSCA  | Standard  | Standard | Standard |
| Nom                            | Carrera   | Part | Goles | Carrera   | Part     | Goles    |
| ------------------------------ | --------- | ---- | ----- | --------- | -------- | -------- |
| Johnny Dusbaba                 | 1977-1981 | 117  | 1     | 1981-1982 | 16       | 0        |
| Arie Haan                      | 1975-1981 | 199  | 35    | 1981-1983 | 65       | 12       |
| Willy Geurts                   | 1980-1982 | 54   | 23    | 1982-1983 | 22       | 4        |
| Michel Renquin                 | 1981-1982 | 16   | 0     | 1985-1988 | 52       | 0        |
| Alexandre Czerniatynski        | 1982-1985 | 87   | 42    | 1985-1989 | 116      | 46       |
| Stéphane Demol                 | 1984-1988 | 52   | 6     | 1991-1993 | 56       | 5        |
| Jacky Munaron                  | 1974-1989 | 293  | 0     | 1992-1995 | 5        | 0        |
| Patrick Vervoort               | 1987-1990 | 87   | 10    | 1992-1994 | 42       | 4        |
| Peter Maes                     | 1990-1995 | 18   | 0     | 1996-1999 | 57       | 0        |
| Olivier Suray                  | 1993-1996 | 37   | 2     | 1997-1998 | 17       | 0        |
| Tibor Selymes                  | 1996-1999 | 65   | 3     | 1999-2001 | 36       | 1        |
| David Brocken                  | 1999-2000 | 9    | 0     | 2000-2002 | 40       | 1        |
| Ole Martin Årst                | 1997-1999 | 36   | 11    | 2000-2003 | 73       | 41       |
| Johan Walem                    | 1987-1997 | 180  | 17    | 2001-2003 | 59       | 4        |
| Danny Boffin                   | 1991-1997 | 187  | 30    | 2003-2004 | 4        | 0        |
| Yanis Papassarantis (juvenil)  | 2001-2004 | 0    | 0     | 2004-2008 | 2        | 0        |
| Ngalula Mbuyi (juvenil)        | 2001-2005 | 25   | 1     | 2006-2007 | 1        | 0        |
| Dieumerci Mbokani              | 2006-2007 | 9    | 4     | 2007-2010 | 114      | 47       |
| Andréa Mbuyi-Mutombo (juvenil) | ....-2006 | 0    | 0     | 2009-2011 | 3        | 1        |
| Luigi Pieroni                  | 2008      | 12   | 3     | 2010-2011 | 21       | 2        |
| Henri Eninful (juvenil)        | ...-2010  | 0    | 0     | 2010-2011 | 2        | 0        |
| Arnor Angeli (juvenil)         | 1997-2006 | 0    | 0     | 2008-2012 | 17       | 1        |
| Mohammed Tchité                | 2006-2007 | 33   | 21    | 2010-2012 | 71       | 35       |
| Jelle Van Damme                | 2006-2010 | 143  | 18    | 2011-.... | 26       | 4        |
| Geoffrey Mujangi Bia (juvenil) | ...-2006  | 0    | 0     | 2011-...  | 0        | 0        |

| Nom                       | Pos            | Standard  | Standard | Standard | RSCA      | RSCA | RSCA  |
| Nom                       | Pos            | Carrera   | Part     | Goles    | Carrera   | Part | Goles |
| ------------------------- | -------------- | --------- | -------- | -------- | --------- | ---- | ----- |
| Paul Van Den Berg         | Centrocampista | 1965-1967 | 40       | 5        | 1967-1968 | 14   | 0     |
| Jean Thissen              | Defensa        | 1965-1974 | 233      | 11       | 1974-1979 | 122  | 4     |
| Tony Rombouts             | Defensa        | 1974-1975 | 14       | 0        | 1979-1981 | 26   | 2     |
| Michel Renquin            | Defensa        | 1974-1981 | 224      | 4        | 1981-1982 | 16   | 0     |
| Ivica Mornar              | Delantero      | 1998-2001 | 69       | 23       | 2001-2004 | 59   | 24    |
| Frédéric Pierre           | Centrocampista | 1999-2000 | 26       | 5        | 2001      | 6    | 1     |
| Jonathan Legear (juvenil) | Delantero      | 1998-2003 | 0        | 0        | 2003-2011 | 129  | 23    |
| Mbo Mpenza                | Delantero      | 1997-1999 | 52       | 20       | 2004-2008 | 86   | 20    |
| Mohammed Tchité           | Delantero      | 2003-2006 | 58       | 21       | 2006-2007 | 33   | 21    |
| Luigi Pieroni             | Delantero      | 1993-1999 | 0        | 0        | 2008      | 12   | 3     |
| Milan Jovanović           | Delantero      | 2006-2010 | 142      | 58       | 2011-2013 | 90   | 24    |
| Dieumerci Mbokani         | Delantero      | 2007-2010 | 114      | 47       | 2011-2013 | 69   | 43    |
| Cyriac Gohi Bi Zoro       | Delantero      | 2009-2012 | 66       | 18       | 2012-.... | 14   | 1     |
| Steven Defour             | Delantero      | 2006-2011 | 123      | 14       | 2014-.... | 50   | 8     |
| Imoh Ezekiel              | Delantero      | 2012-2015 | 92       | 35       | 2015-.... | 20   | 2     |

## Entrenadores
Los siguientes técnicos han dirigido a los dos equipos:
- Raymond Goethals
- Tomislav Ivic
- Arie Haan
- Aad de Mos
- Luka Peruzović
- Johan Boskamp
- Urbain Braems
- Georg Kessler
- René Vandereycken